# Josip Reić
Josip Reić (ur. 24 lipca 1965 w Splicie) – chorwacki wioślarz (sternik) reprezentujący Jugosławię, brązowy medalista igrzysk olimpijskich.

## Kariera
Wystąpił na igrzyskach olimpijskich w Moskwie w 1980, gdzie osada Jugosławii w składzie: Duško Mrduljaš, Zlatko Celent i Josip Reić zdobyła brązowy medal w dwójkach ze sternikiem. W wyścigu finałowym uplasowali się o 2,38 sekundy za osadą NRD i o 1,57 sekundy za osadą ZSRR. Był to jego jedyny start olimpijski.
W 1979 zdobył złoty medal w dwójkach ze sternikiem na igrzyskach śródziemnomorskich w Splicie. 
Był też między innymi czwarty w dwójkach ze sternikiem na mistrzostwach świata w Bledzie (1979).